# جائزة اليابان الكبرى 2005
جائزة اليابان الكبرى 2005 (بالإنجليزية: 2005 Japanese Grand Prix) هو سباق فورمولا 1 أقيم بتاريخ 9 أكتوبر 2005 في حلبة سوزوكا، ميه، اليابان. كان الثامن عشر من أصل 19 في بطولة العالم لسباقات الفورمولا واحد موسم 2005. حلّ الفنلندي كيمي رايكونن أولا بينما جاء الإيطالي جانكارلو فيزيكيلا في المركز الثاني وحصل على المركز الثالث الإسباني فرناندو ألونسو.